# تیروزین آمینوترانسفراز
تیروزین آمینوترانسفراز (یا تیروزین ترانس‌آمیناز) آنزیمی است که در کبد وجود دارد و تبدیل تیروزین به ۴-هیدروکسی‌فنیل‌پیروات را کاتالیز می‌کند.
در انسان، پروتئین تیروزین آمینوترانسفراز توسط ژن TAT کدگذاری می‌شود. کمبود آنزیم در انسان می‌تواند منجر به تیروزینمی نوع II شود، که در آن تیروزین فراوانی در نتیجه شکست تیروزین در واکنش آمینوترانسفراز برای تشکیل ۴-هیدروکسی‌فنیل‌پیرووات وجود دارد.